# Старо-Константиновский укреплённый район
14-й укреплённый район — Староконстантиновский (СтарКонУР) — воинское соединение в РККА Вооружённых Сил СССР до и во время Великой Отечественной войны.

## История
Укреплённый район начал строиться в 1938 году в Киевском военном округе.
26 июля 1938 Главный Военный совет Красной Армии Киевский военный округ преобразовал в Киевский Особый военный округ и создал в округе армейские группы. Староконстантиновский укреплённый район вошёл в состав Винницкой армейской группы.
16 сентября 1939 Староконстантиновский укреплённый район № 14 вошёл в состав Волочиской армейской группы.
17 сентября войска Красной Армии Советского Союза перешли советско-польскую границу, началось советское вторжение в Польшу. В составе Действующей армии Староконстантиновский укрепрайон находился 17-28.9.1939.
Летом 1940 развернулось строительство укреплённых районов на новой советско-германской границе. Завершающие работы в УРах, начатых постройкой в 1938—1939 гг., были прекращены. В число этих районов вошёл и Староконстантиновский район. Район был законсервирован, для проведения сезонных технических обслуживаний оборудования сооружений выделена небольшая команда.
22 июня 1941 Староконстантиновский УР вошёл в состав Юго-Западного фронта.

## Полное название
14-й укреплённый район — Староконстантиновский

## Подчинение
- Киевский военный округ (1938-26.07.1938);
- Винницкая армейская группа Киевского Особого военного округа (26.07.1938-11.09.1939);
- Винницкая армейская группа Украинского фронта (11.09.1939-16.09.1939);
- Волочиская армейская группа Украинского фронта (16-24.09.1939);
- Киевский Особый военный округ (26.10.1939-1940), УР законсервирован;
- Киевский Особый военный округ (4.06-22.06.1941);
- Юго-Западный фронт (с 22.06.1941)

## Состав
На 1.09.1939:
- управление района
- 132-й отдельный пулемётный батальон:

- 1, 2, 3-я пулемётные роты,
- 1, 2-е отделения противотанковых орудий.

- 79-й артдивизион
- 90-й артдивизион
- автотранспортный взвод
- тыловые учреждения

На территории района дислоцировалась 97-я стрелковая дивизия 17-го стрелкового корпуса.
На 16.09.1939:
- управление района
- 132-й отдельный пулемётный батальон:

- 1, 2, 3-я пулемётные роты,
- 1, 2-е отделения противотанковых орудий.

- 79-й артдивизион
- 90-й артдивизион
- автотранспортный взвод
- тыловые учреждения

## Боевая деятельность
1938 год
В 1938 в западной части СССР вдоль государственной границы насчитывалось тринадцать укрепленных районов, из них на Украине Киевский № 1 (для прикрытия г. Киева в 250 км от госграницы), Коростеньский № 5, Новоград-Волынский № 7, Летичевский № 3, Могилёв-Подольский-Ямпольский № 12,в Молдавии на советско-румынской границе — Рыбницкий № 80 и Тираспольский № 82.
В 1938 в КОВО дополнительно было начато строительство ещё пяти укрепрайонов: Шепетовского № 15, Изяславского № 17, Староконстантиновского № 14, Остропольского № 16 и Каменец-Подольского № 10. В этом же году начались работы по дооборудованию ранее возведённых УРов.
26 июля 1938 Главный Военный совет Красной Армии Киевский военный округ преобразовал в Киевский Особый военный округ и создал в округе армейские группы. Староконстантиновский укреплённый район вошёл в состав Винницкой армейской группы .
1939 год
Каменец-Подольская область, приграничная. Населённые пункты Каменец-Подольской области: Славута, Изяслав, Шепетовка, Полонное, Ямполь (на границе), Староконстантинов, Старый Острополь, Лановцы (на границе), Фридриховка, Случь, Меджибож, Проскуров, Ушица, Чемеровцы. Дунаевцы, Новая Ушица, Оринин, Каменец-Подольский.
1 июля
В приграничном Староконстантиновском Уре Каменец-Подольской области:
- Перевести в район 97-ю стрелковую дивизию из Летичевского Ура.
- Пулемётные батальоны стрелковых полков расформировать, 1247 чел.
- Сформировать:

- 79-й и 90-й артдивизины. Дивизионам присвоить условные №: 79-му условный № 9988, 90-му — 9991. 580 чел.
- 132-й отдельный пулемётный батальон 1-го типа, 3-х ротного состава, с двумя отделениями противотанковых орудий. Батальону присвоить условный № 9963. 450 чел.
- автотранспортный взвод. 16 чел.
- кадр тыловых учреждений.

В г. Старо-Константинов дислоцировалась 26-я легкотанковая бригада (лёгкие танки Т-26). Командир бригады комбриг Кузьма Александрович Семенченко (1938—1940).
1 сентября
1 сентября началась германо-польская война.
4 сентября с разрешения СНК СССР Народный комиссар обороны СССР отдал приказ о задержке увольнения в запас отслуживших срочную службу красноармейцев и сержантов на 1 месяц и призыв на учебные сборы военнообязанных запаса в КОВО.
6 сентября около 24.00 Народный комиссар обороны СССР прислал командующему войсками КОВО командарму 1-го ранга С. К. Тимошенко директиву о проведении «Больших учебных сборов» (далее БУС) являвшихся скрытой частичной мобилизацией.
7 сентября начались мобилизационные мероприятия под названием «Большие учебные сборы» в КОВО и Винницкой армейской группе.
11 сентября КОВО выделил управление Украинского фронта и войска, входящие в него. Командующим войсками фронта назначен командарм 1-го ранга С. К. Тимошенко.
14 сентября Военному совету КОВО направляется директива Народного комиссара обороны СССР Маршала Советского Союза К. Е. Ворошилова и Начальника Генерального штаба РККА командарма 1-го ранга Б. М. Шапошникова за № 16634 «О начале наступления против Польши». В директиве поставлена задача к исходу 16 сентября скрытно сосредоточить и быть готовым к решительному наступлению с целью молниеносным ударом разгромить противостоящие польские войска.
15 сентября войска Винницкой армейской группы Украинского фронта в основном завершили мобилизацию и сосредоточились в исходных районах у советско-польской границы.
16 сентября управление Винницкой армейской группы переименовано в управление Волочиской армейской группы с управлением в г. Волочиск. Командующим войсками Волочиской группы назначен командующий войсками Винницкой армейской группы Голиков Ф. И. Староконстантиновский укреплённый район № 14 вошёл в состав Волочиской армейской группы.
В состав группы вошли 17-й стрелковый корпус с приданными 38-й легкотанковой бригадой (с лёгкими танками Т-26) и 10-й тяжёлой танковой бригадой (со средними танками Т-28), 2-й кавалерийский корпус с приданной 24-й легкотанковой бригадой (с быстроходными лёгкими танками БТ), Староконстантиновский укреплённый район № 14, Проскуровский укреплённый район № 13, авиационные и другие специальные части.
Староконстантиновский укреплённый район состоял:
- управление района
- 132-й отдельный пулемётный батальон:

- 1, 2, 3-я пулемётные роты,
- 1, 2-е отделения противотанковых орудий.

- 79-й артдивизион
- 90-й артдивизион
- автотранспортный взвод
- тыловые учреждения

Задача группы нанести мощный и решительный удар по польским войскам и быстро наступать на м. Трембовля, г. Тарнополь, г. Львов и к исходу 17 сентября выйти в район Езерна; к исходу 18 сентября овладеть районом Буск, Перемышляны, Бобрка, имея дальнейшей задачей овладение г. Львов.
17 сентября
17 сентября войска Красной Армии Советского Союза перешли советско-польскую границу, начался освободительный поход рабочих и крестьян от гнёта капиталистов и помещиков в Польшу, Западную Украину. В составе Действующей армии Староконстантиновский укрепрайон находился 17-28.9.1939.
1940 год
Летом 1940 развернулось строительство укреплённых районов на новой советско-германской границе. Завершающие работы в УРах, начатых постройкой в 1938—1939 гг., были прекращены. В число этих районов вошёл и Староконстантиновский район. Район был законсервирован, для проведения сезонных обслуживаний оборудования сооружений выделена небольшая команда.